# Kenan Pirić
Kenan Pirić (pronunciación bosnia: [kěnan pǐriːtɕ]; nacido el 7 de julio de 1994) es un futbolista profesional bosnio que juega como portero en el club chipriota de Primera División AEK Larnaca y en la Selección de fútbol de Bosnia y Herzegovina.
Pirić comenzó su carrera en Gradina , antes de unirse a Gent en 2013. Un año después, firmó con FK Sloboda Tuzla . En 2017, Pirić se mudó a Zrinjski Mostar . Al año siguiente, fue trasladado a Maribor , donde permaneció durante tres años. Después de un breve paso por Atromitos en 2021, se unió a Göztepe a principios de 2022.
Pirić, ex internacional juvenil de Bosnia y Herzegovina, hizo su debut internacional absoluto en 2018.

## Carrera en el club
Pirić pasó por la academia juvenil del club de su ciudad natal, el Sloboda Tuzla , que dejó en junio de 2012 para unirse al Gradina. Hizo su debut profesional contra Velež el 25 de agosto del mismo año a la edad de 18 años. En agosto de 2013, Pirić fichó por el equipo belga K. A. A. Gante. En el verano de 2014, regresó a Sloboda Tuzla. En febrero de 2017, Pirić se mudó a Zrinjski Mostar.
El 13 de diciembre de 2017, el NK Maribor esloveno anunció que Pirić se uniría a ellos la temporada siguiente. Hizo su debut competitivo con el equipo contra NŠ Mura el 29 de julio de 2018 y logró mantener la portería a cero. Ganó su primer trofeo con el Maribor el 15 de mayo de 2019, cuando se proclamó campeón de liga.
En julio de 2021, Pirić firmó un contrato de dos años con el equipo griego Atromitos. Hizo su debut competitivo con el equipo contra el Olympiacos el 12 de septiembre, manteniendo la portería a cero en un empate sin goles. A fines de diciembre, rescindió su contrato con Atromitos.
En enero de 2022, Pirić fichó por el Göztepe turco con un contrato hasta junio de 2023.  Hizo su debut oficial con el club contra el Konyaspor el 3 de abril.
En junio de 2022, se unió al equipo chipriota AEK Larnaca con un contrato de dos años.

## Carrera internacional
Pirić fue miembro de la selección sub-21 de Bosnia y Herzegovina . Hizo siete apariciones durante las eliminatorias del Campeonato de Europa Sub-21 de la UEFA de 2017 en 2015 y 2016. También se desempeñó como capitán del equipo con el entrenador Vlado Jagodić.
En mayo de 2016, Pirić recibió su primera convocatoria absoluta, para un partido amistoso contra España y la Copa Kirin 2016, pero tuvo que esperar hasta el 31 de enero de 2018 para debutar contra México.

## Vida personal
Pirić se casó con su novia de mucho tiempo, Erina, en diciembre de 2018. Juntos tienen un hijo llamado Eman.